# Marcelino Martínez Cao
Marcelino Martínez Cao, conocido como Marcelino (Ares, La Coruña, Galicia, España, 29 de abril de 1940) es un exfutbolista español de los años 1960, que destacó en el Real Zaragoza como delantero, y que formó parte de la temible delantera conocida como "los 5 magníficos". Jugó en total diez temporadas en el conjunto zaragozano, entre 1958 y 1969. De su primer equipo, el Numancia de Ares, pasó al Galicia de Mugardos y de ahí dio el salto al Racing Club de Ferrol, en Segunda División, donde debutó con tan solo 18 años.
Fue 14 veces internacional con la selección española, participando en las fases finales de la Copa Mundial de Fútbol de 1966, en Inglaterra, y la Eurocopa de fútbol de 1964, celebrada en España, donde se proclamó campeón. Marcelino fue el autor del definitivo gol que dio la victoria a España en la final disputada contra la Unión Soviética (2:1), el 21 de junio de 1964, tras un centro de Jesús Pereda.
Antes de dedicarse al fútbol fue seminarista.

## Clubes
| Club             | País   | Año       |
| ---------------- | ------ | --------- |
| Racing de Ferrol | España | 1958-1959 |
| Real Zaragoza    | España | 1959-1970 |

## Títulos

### Campeonatos nacionales
| Título                | Club          | País   | Año  |
| --------------------- | ------------- | ------ | ---- |
| Copa del Generalísimo | Real Zaragoza | España | 1964 |
| Copa del Generalísimo | Real Zaragoza | España | 1966 |

### Copas internacionales
| Título         | Club               | País   | Año  |
| -------------- | ------------------ | ------ | ---- |
| Copa de Ferias | Real Zaragoza      | España | 1964 |
| Eurocopa       | Selección española | España | 1964 |